# Повний чотирикутник

Повний чотирикутник (ліворуч) і повний чотирибічник (праворуч).

Повний чотирикутник (іноді використовується термін повний чотиривершинник) — це система геометричних об'єктів, що складається з будь-яких чотирьох точок на площині, ніякі три з яких не лежать на одній прямій, і шести прямих, що з'єднують шість пар точок. Конфігурація, двоїста до повного чотирикутника — повний чотирибічник — є системою з чотирьох прямих, ніякі три з яких не проходять через одну точку, і шести точок перетину цих прямих. Роберт Лахлан (Robert Lachlan) для повного чотирикутника використовував назву тетрастигма, а для повного чотирибічника — тетрагам. Ці терміни, хоч і рідко, але зустрічаються в літературі.

## Визначення
Фігура, що складається з чотирьох точок на площині, ніякі три з яких не колінеарні, і шести прямих, що попарно їх з'єднують, називається повним чотирикутником. Сторони, які не мають спільної вершини в повному чотирикутнику, називаються протилежними. Точки перетину трьох пар протилежних сторін називаються діагональними точками.
Фігура, що складається з чотирьох прямих на площині, ніякі три з яких не сходяться в одній точці, і шести точок попарного їх перетину, називається повним чотирибічником. Чотири прямі називаються сторонами, а шість точок — вершинами чотирибічника. Вершини, що не примикають до однієї сторони, називаються протилежними. Прямі, що з'єднують три пари протилежних вершин, називаються діагоналями.
Ряд з шести (п'яти, чотирьох) точок, у яких сторони повного чотирикутника перетинають деяку пряму, називається рядом точок, породженим повним чотирикутником. Якщо така пряма проходить через дві діагональні точки A і C, а B і D — точки, в яких дві інші сторони перетинають пряму AC, то пари точок AC і BD називаються гармонійною четвіркою і позначаються H (AC, BD). Точки B і D називаються гармонійними відносно A і C, а точка D (або B) називається гармонійно поєднаною з точкою B (або D) відносно пари точок A і D.
Якщо між точками двох фігур існує відповідність, така, що прямі, які з'єднують кожну пару відповідних точок, сходяться в деякій точці O, то фігури називаються перспективними відносно центра O .
Якщо між прямими лініями двох фігур існує відповідність, така, що точки перетину кожної пари відповідних прямих лежать на одній прямій l, то ці фігури називаються перспективними відносно осі l.
Після відкриття площини Фано, скінченної геометрії, в якій діагональні точки повного чотирикутника колінеарні, деякі автори додають до аксіом проєктивної геометрії аксіому Фано, яка постулює, що діагональні точки не колінеарні.

## Проєктивні властивості

KLMN є повним чотирикутником. Точка D є проєктивно гармонійно поєднаною з точкою C

Як система точок і прямих, в якій всі точки належать однаковому числу прямих, а всі прямі містять однакове число точок, повний чотирикутник і повний чотирибічник є проєктивними конфігураціями. В позначеннях проєктивних конфігурацій повний чотирикутник записується як (4362), а повний чотирибічник — як (6243), де числа вказують кількість точок, кількість прямих, що проходять через кожну точку, кількість прямих і кількість точок на кожній прямій. Проєктивно двоїстою конфігурацією повного чотирикутника є повний чотирибічник, і навпаки. Для будь-яких двох повних чотирикутників або будь-яких двох повних чотирибічників є єдине проєктивне перетворення, що переводить одну з конфігурацій в іншу.
Карл Штаудт перетворив основи математики 1847 року, використовуючи повний чотирикутник, коли він помітив, що «властивості гармонійності» ґрунтуються на супутніх властивостях чотирикутника — точки перетину протилежних сторін чотирикутника і перетину діагоналей з прямою, що проходить через ці точки, утворюють гармонійну четвірку. Дослідники сучасної геометрії та алгебри звернули увагу на вплив Штаудта на Маріо П'єрі та Фелікса Кляйна.

## Евклідові властивості
Девід Велз (David Wells) описує деякі додаткові властивості повних чотирибічників, у яких використовуються метричні властивості евклідової площини, які не є чисто проєктивними. Середини діагоналей колінеарні і (як довів Ісаак Ньютон) на тій самій прямій лежить центр конічного перетину, дотичного до чотирьох прямих чотирибічника. Будь-які три прямі чотирибічника утворюють сторони трикутника. Ортоцентри чотирьох трикутників, утворених таким чином, лежать на інший прямій, перпендикулярній до першої прямої (що проходить через середини діагоналей). Описані кола цих чотирьох трикутників перетинаються в одній точці. Крім того, три кола, побудовані на діагоналях як на діаметрах, належать одному пучку кіл, вісь якого проходить через ортоцентри.
Полярні кола трикутників повного чотирибічника утворюють систему коаксіальних кіл.